# Edwin Ganz
Emile Edwin Ganz (né en Suisse à Zurich le 3 octobre 1871 et mort en Belgique à Meise le 20 août 1948) est un artiste peintre helvético-belge, spécialisé dans la représentation de chevaux et de scènes militaires.

## Biographie

### Famille
Edwin est le fil de Julian (Julien) Ganz (Zurich, 1844 - Bruxelles, 1892), musicien (violoncelliste), aquarelliste et photographe d'art professionnel, et d'Edith Herringen (morte en 1925). Originaire d'une famille de militaires allemands, sa mère possédait la nationalité britannique. Son grand-père, Johannes Ganz (Bulach, 1821 - Zurich, 1886) était aussi artiste peintre, graveur et photographe. Après la mort de son père en 1892, sa mère s'établit avenue Rogier 42, à Schaerbeek, avant de retourner à Zurich.

### Jeunesse et études
Edwin Ganz est âgé de trois ans quand ses parents s'installent à Bruxelles, où son père qui exerce le métier de photographe est en relation avec bon nombre de célébrités et d'artistes. Edwin grandit à Bruxelles où il assiste son père dans son atelier. Après ses études secondaires, il suit des cours à l'académie des beaux-arts de Bruxelles (1887-1891 et 1894-1895) et dans les ateliers de Jean-François Portaels et d'Ernest Blanc-Garin (1899), puis dans l'atelier d'Édouard Detaille à Paris. Ce dernier est surtout connu comme peintre de scènes militaires, genre que Ganz affectionne particulièrement.

### Peintre de la vie militaire
Ganz est très attaché à l'armée et aux traditions militaires. Sa dépendance vis-à-vis de la famille royale et son amour pour les chevaux et les uniformes y sont corrélés. Il obtient la permission de l’armée belge d'assister à des manœuvres et de réaliser des croquis durant les exercices (notamment en 1888 à Echternach et en 1894 à Scherpenheuvel).
Il fournit des illustrations de costumes et de types pour La Belgique illustrée, ses monuments, ses paysages, ses œuvres d’art (Émile Bruylant, ca. 1890). En 1893 et en 1900, il expose au Salon triennal de Bruxelles, et au Cercle artistique en 1910. En 1914 il expose à Zurich chez le marchand d'art Wolfensberger ; en 1930, il mettra fin à ses relations avec ce dernier.
Proche de la famille royale et de son entourage, il est autorisé à peindre les chevaux des écuries royales. C'est ainsi qu'il arrive en 1902 dans le Domaine de Bouchout-Meise où sont soignées les montures de la reine Marie-Henriette et de la princesse Clémentine de Belgique. Il y est hébergé par l'occupante du domaine, l'impératrice Charlotte. La splendide nature du domaine lui inspirera de nombreux tableaux de paysages.

### La Première Guerre mondiale: un tournant
Les meilleures années de Ganz, et les plus heureuses, sont celles qui précèdent la Première Guerre mondiale. En effet, la fortune familiale lui assure d'importants moyens financiers. La guerre et les crises financières de l'interbellum ruinent complètement la famille dont les biens étaient presque entièrement investis en titres d'Allemagne et d'Europe de l'Est complètement dévalorisés après 1918.
Pendant la guerre, en 1917, il expose au Rouge-Cloître à Auderghem. C'est surtout après 1918 qu'il se profile comme peintre du cheval de trait belge. Il peint les champions de 1919, la jument H. Alida d'Obaix et l'étalon Drinker van Hondzocht, et un portrait de la jument l’Étoile II, propriété du baron Goffinet. De 1919 à la fin de la Seconde Guerre mondiale, c'est une œuvre de Ganz qui orne l'affiche de l'exposition annuelle de chevaux de trait ; des cartes illustrées avec ces motifs sont aussi publiées.

### Déclin
Malgré son origine suisse, son nom à consonance germanique et son image d'étranger lui valurent — tout comme à l'artiste Willy Schlobach — certaines inimitiés dans l'après-guerre. En octobre 1923 des problèmes artériels minent sérieusement sa santé. Il montre de plus en plus le profil de l’artiste pauvre et incompris. Il contracte des dettes qu'il ne peut pas rembourser et une grande partie du contenu de son atelier est saisi ; avec l'aide de connaissances, il parvient néanmoins à cacher quelques toiles.
Après la mort de l'impératrice Charlotte de Belgique en 1927, son personnel quitte le domaine de Bouchout et Edwin Ganz continue à occuper quasi gratuitement une dépendance du château. Hormis quelques connaissances, il vit là comme un ermite, négligé et loin du monde extérieur.
Il se consacre alors à l'histoire du château et de ses habitants et rédige Le Domaine Royal de Bouchout et ses châteaux. L'ouvrage, préfacé par la princesse Henriette de Belgique et publié à compte d'auteur en 1940, sera réédité en 1941, et même adapté en allemand, puis réédité en fac similé et traduit en néerlandais en 1987. Dans ses recherches Ganz a pu bénéficier de nombreux détails fournis par la comtesse de Romrée Vichenet, née Marguerite de Beauffort.
En 1929, au bord de la ruine, il quitte la Belgique pour la Suisse, mais revient rapidement. En 1933 il souffre d'une grave dépression. En 1935-1936 il donne des leçons sur l'anatomie du cheval à l'académie de Bruxelles. En 1938 une série de huit cartes illustrées de paysages du Brabant de Ganz est éditée (A. van Praet, Meise) et l'année suivante il expose au Cercle Artistique des Invalides à Bruxelles. Pendant la Seconde Guerre mondiale et à Noël en 1942, il expose encore dans l'école des garçons, avec le cercle artistique de Meise.
La fin de la guerre le trouve gravement malade, complètement isolé et totalement ruiné. Un de ses derniers soutiens est la famille de Jean van Gysel, le fondateur des magasins Sarma, qui a acquis en 1938 une partie du domaine de Bouchout. En août 1948, âgé de 76 ans, il meurt, seul dans sa chambre dans les combles de l'orangerie du château. Il est inhumé au cimetière de Meise.

## Œuvre

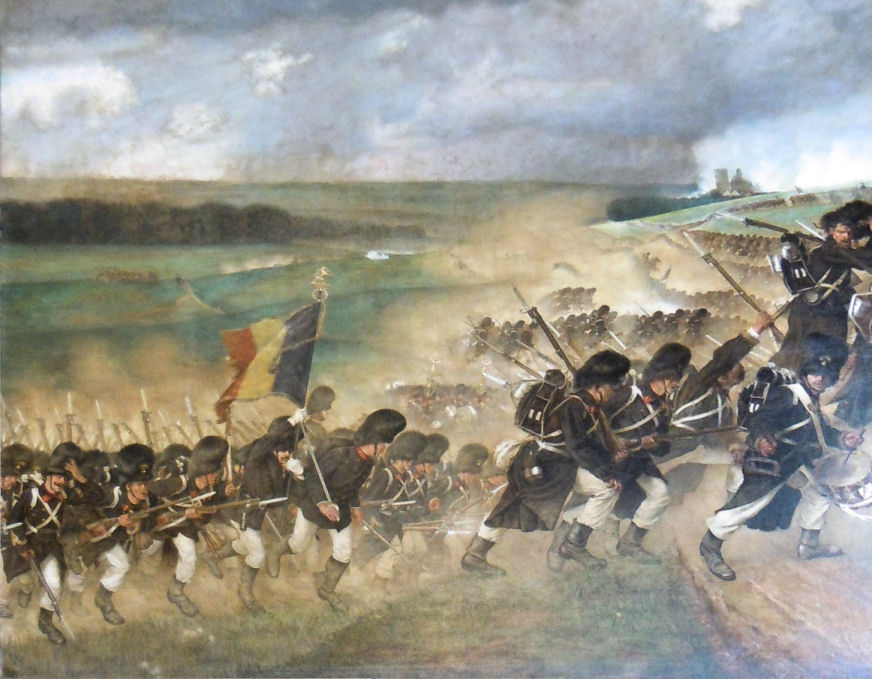
L'assault de Montaigue, collection des Grenadiers, Bruxelles.

À ses débuts, Ganz dessinait surtout des scènes militaires, un genre que seuls quelques artistes du XIXe siècle maîtrisaient (e.a. Léon Abry, Louis Geens, James Thiriar, Jules van Imschoot et Joseph van Severdonck) ; il fait partie de la génération des peintres de la Section artistique de l'armée belge en campagne, à laquelle il n'a pas été incorporé. Son chef-d'œuvre dans le genre est L'attaque de Scherpenheuvel, un reportage sur les manœuvres des grenadiers en 1894. Il s'agit d'une toile imposante de 3x4 m, précédée par de nombreuses études, à laquelle il a travaillé trois ans. Le tableau a été offert aux Amis des Grenadiers à Bruxelles par un ancien lieutenant du régiment. Il expose La Place du Congrès au Salon de Bruxelles de 1897.
En 1901 il entre comme peintre au service de la princesse Clémentine ; il occupe ce poste jusqu'en 1903. Il dessine et peint ses chevaux au domaine de Laeken. En 1903, il brosse aussi quelques chevaux du roi Léopold II : Cheltenham, Spa et Coo. À partir de ce moment, il ne s'intéresse plus seulement au cheval en soi, mais au cheval de trait régional, ainsi qu'au peuple et au monde rural : vendeurs de journaux, vieux chevaux dans un dépôt, la moisson dans les champs, la récolte des betteraves, le paysage.
Beaucoup de ses dessins d'uniformes militaires ont été imprimés en lithographie en couleurs.
Ganz collaborait à Eigen Schoon en de Brabander, bulletin mensuel de la Société historique et archéologique du Brabant. Dès 1918, il s'est spécialisé dans le cheval de trait et a fourni l'illustration de nombreux types du Brabant. Ces dessins ont été aussi édités sous forme de cartes postales (Frans van Achter, Asse).

## Musées et rétrospective
Les musées et institutions suivantes conservent des œuvres d'Edwin Ganz :
- Musée de l'armée et de l'histoire militaire à Bruxelles ;
- Caserne Prince Albert à Bruxelles ;
- Jardin botanique national de Belgique à Meise ;
- Kunsthaus à Zurich ;
- British Museum à Londres[11].

En 1986, une rétrospective Ganz s'est tenue dans la salle d'armes du Château de Bouchout au Jardin botanique national de Belgique,.

### Sources
- (nl) Cet article est partiellement ou en totalité issu de l’article de Wikipédia en néerlandais intitulé « Edwin Ganz » (voir la liste des auteurs).